# Pierre Bayonne
Pierre Bayonne (né le 11 juin 1949 en Haïti) est un joueur de football international haïtien, qui évoluait au poste de défenseur.

## Biographie

### Carrière en club
Il joue en faveur du Violette de Port-au-Prince. 

### Carrière en équipe nationale
Avec l'équipe d'Haïti, il joue 21 matchs dans les compétitions organisées par la FIFA, sans inscrire de but, entre 1970 et 1978.
Il dispute deux matchs comptant pour les éliminatoires du mondial 1970, six comptant pour les éliminatoires du mondial 1974, et dix rentrant dans le cadre des éliminatoires du mondial 1978. 
Il figure dans le groupe des sélectionnés lors de la Coupe du monde de 1974. Lors de la phase finale du mondial organisé en Allemagne, il est titulaire et joue les trois matchs de son équipe, contre l'Italie, la Pologne, et l'Argentine.